# Petar Knežević
Petar Knežević (Knin, 1701. március 5. – Sinj, 1768. június 18.), horvát egyházi író, költő, zeneszerző.

## Élete
1719-ben lépett be a ferences rendbe. Iskolai tanulmányait valószínűleg Visovacon, filozófiai és teológiai tanulmányait pedig Šibenikben végezte, ahol felszentelték. Mivel Bosznia Srebrena tartomány hivatalos feljegyzései 1728-ig, amikor Makarskában kinevezték prédikátornak, nem említik, feltételezhető, hogy Itáliában tanult zenét. 1730-ban nyelvtan tanár lett Šibenikben, 1732-től a ferences rendtartomány titkára, 1735-től az újonnan megalakult Szent Kájusz Rendtartomány tagja és titkára. 1738–42 és 1748–51 között a tartomány definitora és 1754–55 között a kusztódia elöljárója, majd a sinji kolostorban egyházi énektanár, és a Sinji Boldogasszony templom kórusának igazgatója. Halála előtt köszönetet mondott a sinji Szűzanyának a boldog halál kegyelméért, ugyanis 1768. június 18-án, miközben haldokolt a Lorettói litánia után a szerzetesek éppen a „Minden szép vagy, Mária” című himnuszt énekelték a Szűzanya képe előtt. Knežević ezt hallva kérte szobája ajtajának kinyitását és az „Ó Mária” szöveget ismételve halt meg a sinji gvardián, Buljan atya kezei között. A Sinji Szűzanya nagy tisztelője volt, ezért kívánságára a sinji szentély főoltára alá temették.

## Munkássága
Első műve a „Muka Gospodina našega Isukarsta i plač matere njegove” (Jézus Krisztus, a mi urunk szenvedése és anyjának siralma, 1753), ismertebb nevén a „Gospin plač” (A Szűzanya siralma), egyfajta vallásos oratórium a népdalok hagyománya és a középkori templomi előadások alapján. A következő két évszázadban nagyböjtben énekelték Dalmáciában és Bosznia-Hercegovinában. A passiódal nagy népszerűségre tett szert, amit azt számos kiadása is bizonyítja. Legsikeresebb költői művei a „Pisme duhovne razlike” (A lelki különbségek levelei, 1765), valamint számos, a Római breviárumból (1568) fordított eredeti spirituális versekből álló egyházi ének és kantáta. Zenei műveiben a 18. századi ferences barokk képviselője. Horvát miséjét (1767) Anđelko Klobučar hangszerelte orgonára és négyszólamú kórusra.
Az egyik legnépszerűbb költői műve a „Popjevka na slavni Božić”, vagy más néven „Veseli se, Majko Božja” (Örülj, Isten Anyja), amelyet Petar Jurić már 1763-ban betett az imakönyvbe. Matija Čulić több mint 30 versét beépítette a „Pisne duhovne različne” (Különféle lelki írások) című vallásos költemények antológiájába (Velence, 1805), a „Gospa Sinjska” (Sinji Szűzanya, Zágráb 1899) című könyvében pedig Ivan Marković publikálta a Szűzanyáról szólókat. Knežević kéziratos hagyatékát a Sinji Csodatevő Szűzanya kolostorában őrzik.

## Érdekesség
Vuk Karadžić szerb nyelvész, a horvát nyelvi örökség jól ismert tagadója, Knežević „Na slavu čudotvorne Majke od milostih” (Az Irgalmasság Csodálatos Anyja dicsőségére) című költeményét hozta fel a „Srbi svi i svuda" (Szerbek mindenütt) című könyvében, mint Sinj környéki szerb nyelvű írás példáját.

### Kiadott művei
- "Muka Gospodina našega Isukrsta i plač majke njegove" (1753)
- "Životi četiri svetaca" (1759)
- "Duhovna pivka" (1759)
- "Pisme duhovne razlike" (1765)
- "Osmina redovnička duhovne zabave" (1766)
- "Pisma ćudoredna" (1766)
- "Nauk mladog misnika" (1766)
- "Pištole i evanđelja" (1773)

### Kéziratban
- "Missa u harvatski jezik"
- "Pridi duše prisveti"

## Fordítás
Ez a szócikk részben vagy egészben  a   Petar Knežević című horvát Wikipédia-szócikk ezen változatának fordításán alapul.  Az eredeti cikk szerkesztőit annak laptörténete sorolja fel. Ez a jelzés csupán a megfogalmazás eredetét és a szerzői jogokat jelzi, nem szolgál a cikkben szereplő információk forrásmegjelöléseként.